# Gagnac-sur-Cère
Gagnac-sur-Cère (bis 1801 noch mit der Schreibweise Gaignac) ist eine französische Gemeinde mit 657 Einwohnern (Stand 1. Januar 2022) im Département Lot in der Region Okzitanien (bis 2015 Midi-Pyrénées). Sie gehört zum Arrondissement Figeac und zum Gemeindeverband Causses et Vallée de la Dordogne.

## Geografie
Die Gemeinde Gagnac-sur-Cère liegt an der Grenze zum Département Dordogne, etwa 45 Kilometer südöstlich von Brive-la-Gaillarde am Unterlauf des Flusses Cère am Südwestrand des Zentralmassives. Nachbargemeinden sind Altillac im Norden, Cahus im Nordosten, Laval-de-Cère im Osten, Estal im Südosten, Cornac und Glanes im Süden sowie Biars-sur-Cère im Westen.
Zur Gemeinde Gagnac-sur-Cère gehören die Ortsteile Le Port de Gagnac, Lavergne, La Raufie, La Bénéfie, Les Champs de Moé, Le Moulicou, La Teulière und Lavaur.

## Bevölkerungsentwicklung
| Jahr      | 1962 | 1968 | 1975 | 1982 | 1990 | 1999 | 2006 | 2013 | 2021 |
| Einwohner | 649  | 654  | 643  | 664  | 611  | 663  | 711  | 682  | 664  |

Im Jahr 1836 wurde mit 1722 Bewohnern die bisher höchste Einwohnerzahl ermittelt. Die Zahlen basieren auf den Daten von cassini.ehess und INSEE.

## Sehenswürdigkeiten
- Kirche St. Martin aus dem 17. Jahrhundert
- Friedhofskapelle als Überrest der Vorgänger-Pfarrkirche Notre-Dame de la Bessonie
- kleines Schloss im Ortsteil La Roufie aus dem 17. Jahrhundert

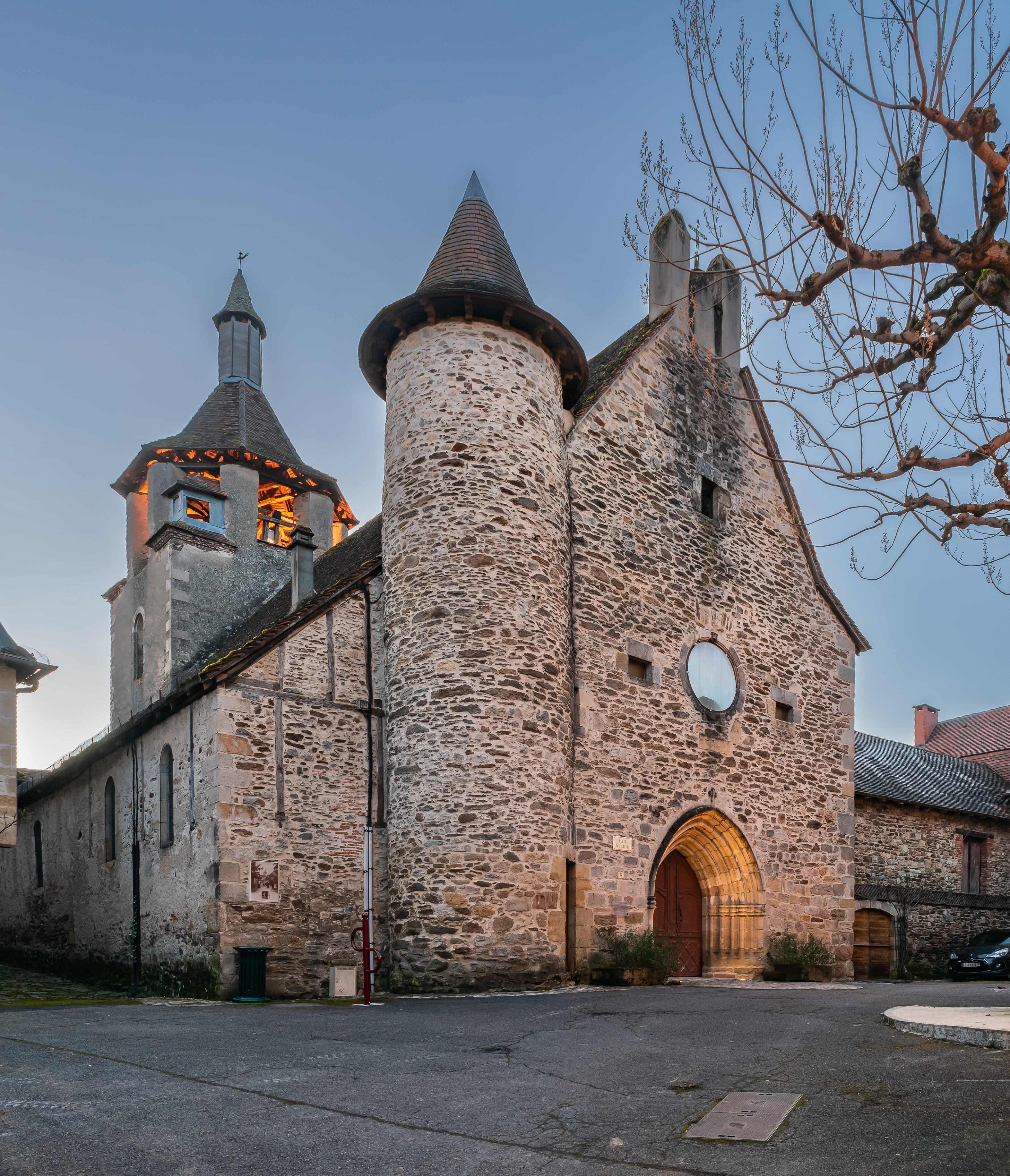
Kirche Saint-Martin
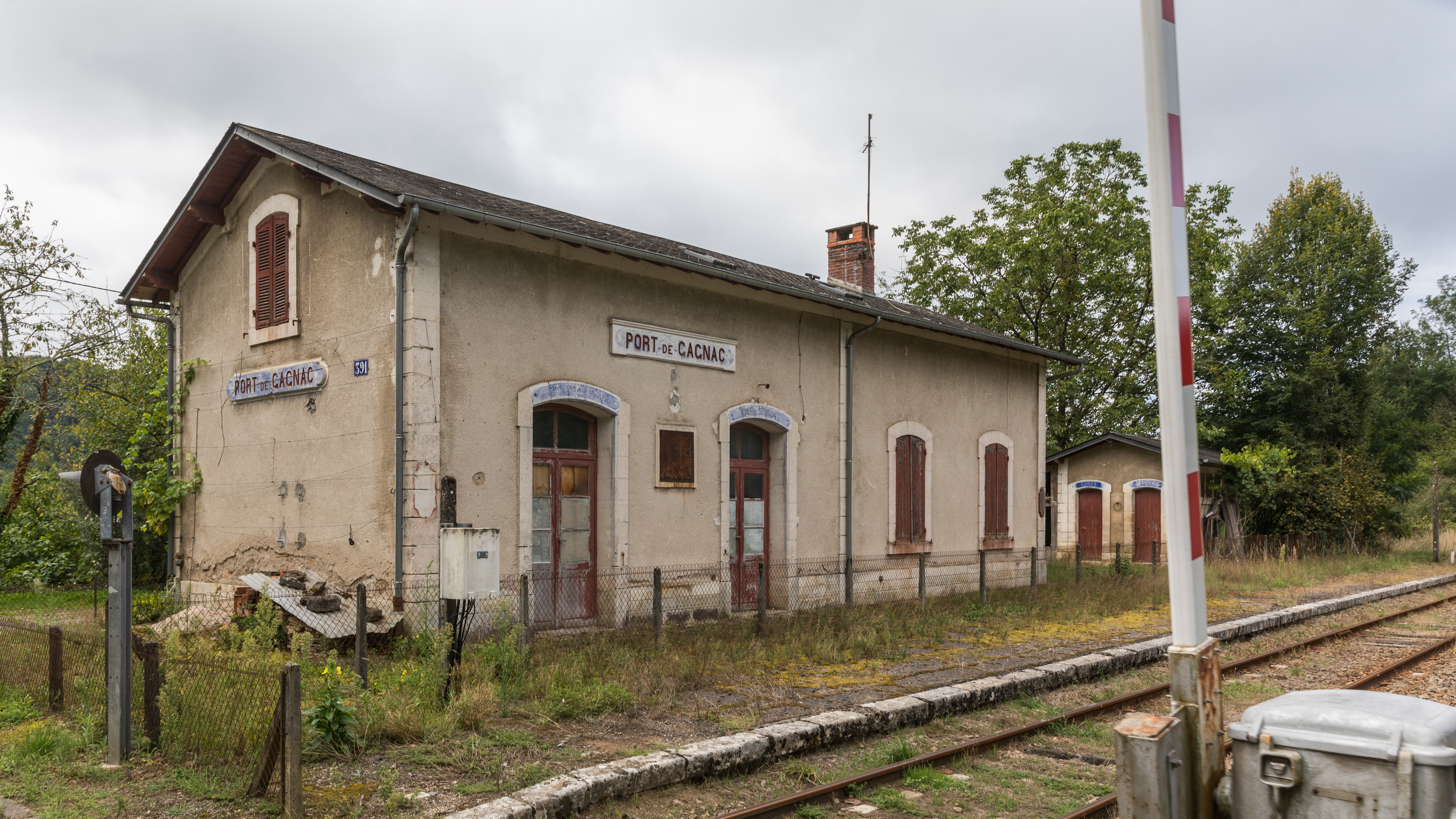
Bahnhof Port-de-Gagnac
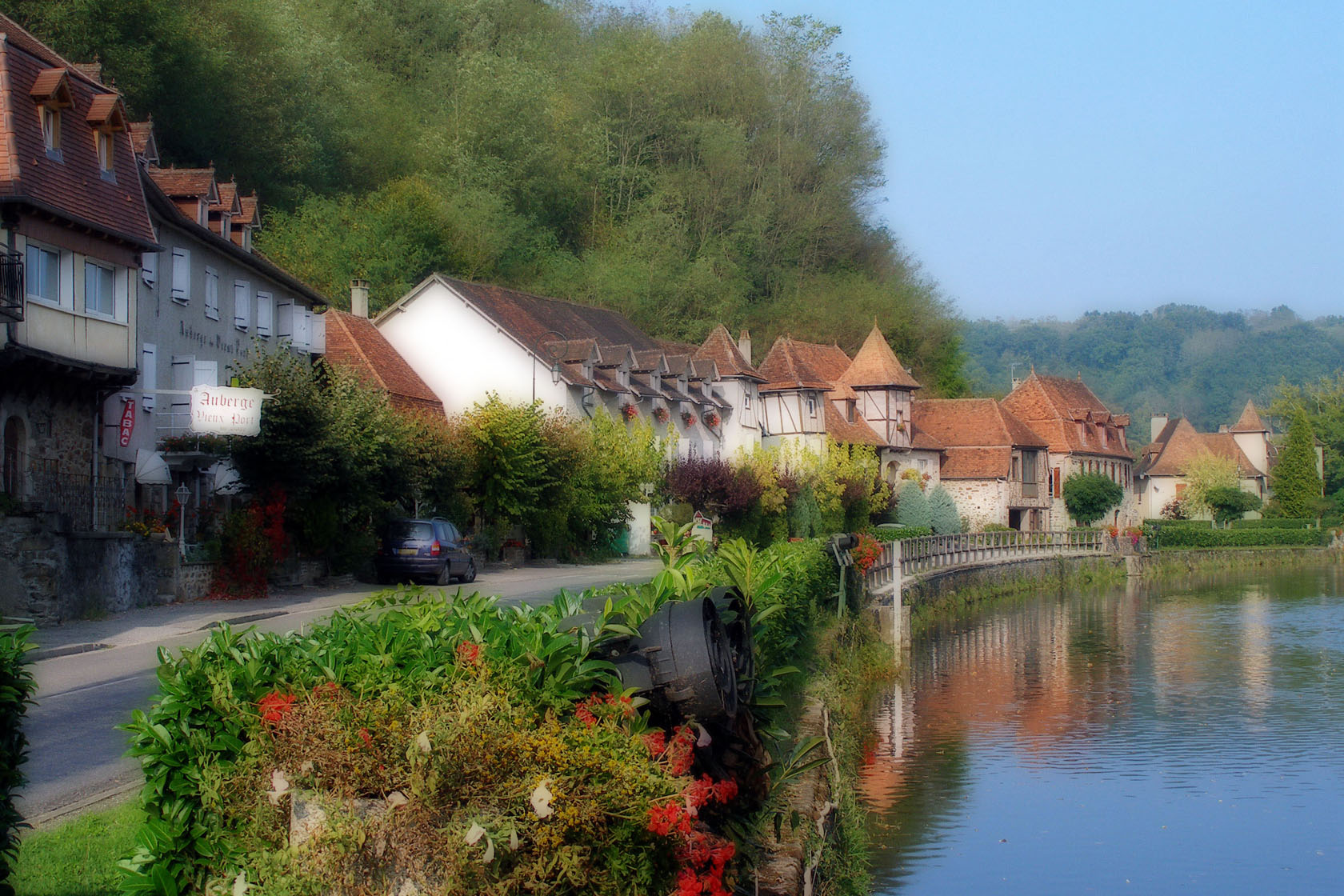
Ortsteil Le Port de Gagnac

## Wirtschaft und Infrastruktur
In der Gemeinde sind 24 Landwirtschaftsbetriebe ansässig (Anbau von Getreide, Obst und Strauchftüchten, Zucht von Rindern, Schweinen, Schafen, Ziegen und Geflügel).
Durch die Gemeinde Gagnac-sur-Cère führt die Fernstraße D 14 von Biars-sur-Cère nach Laval-de-Cère. Nahe dem 40 Kilometer westlich gelegenen Souillac besteht ein Anschluss an die Autoroute A 20. Der drei Kilometer entfernte Bahnhof in Biars-sur-Cère liegt an der Bahnstrecke Souillac–Viescamp-sous-Jallès.

## Belege
1. ↑  Ortsname auf cassini.ehess.fr
2. ↑  Gagnac-sur-Cère auf cassini.ehess
3. ↑  Gagnac-sur-Cère auf INSEE
4. ↑  Landwirtschaftsbetriebe auf annuaire-mairie.fr (französisch)